# Falsche Landkarten-Höckerschildkröte

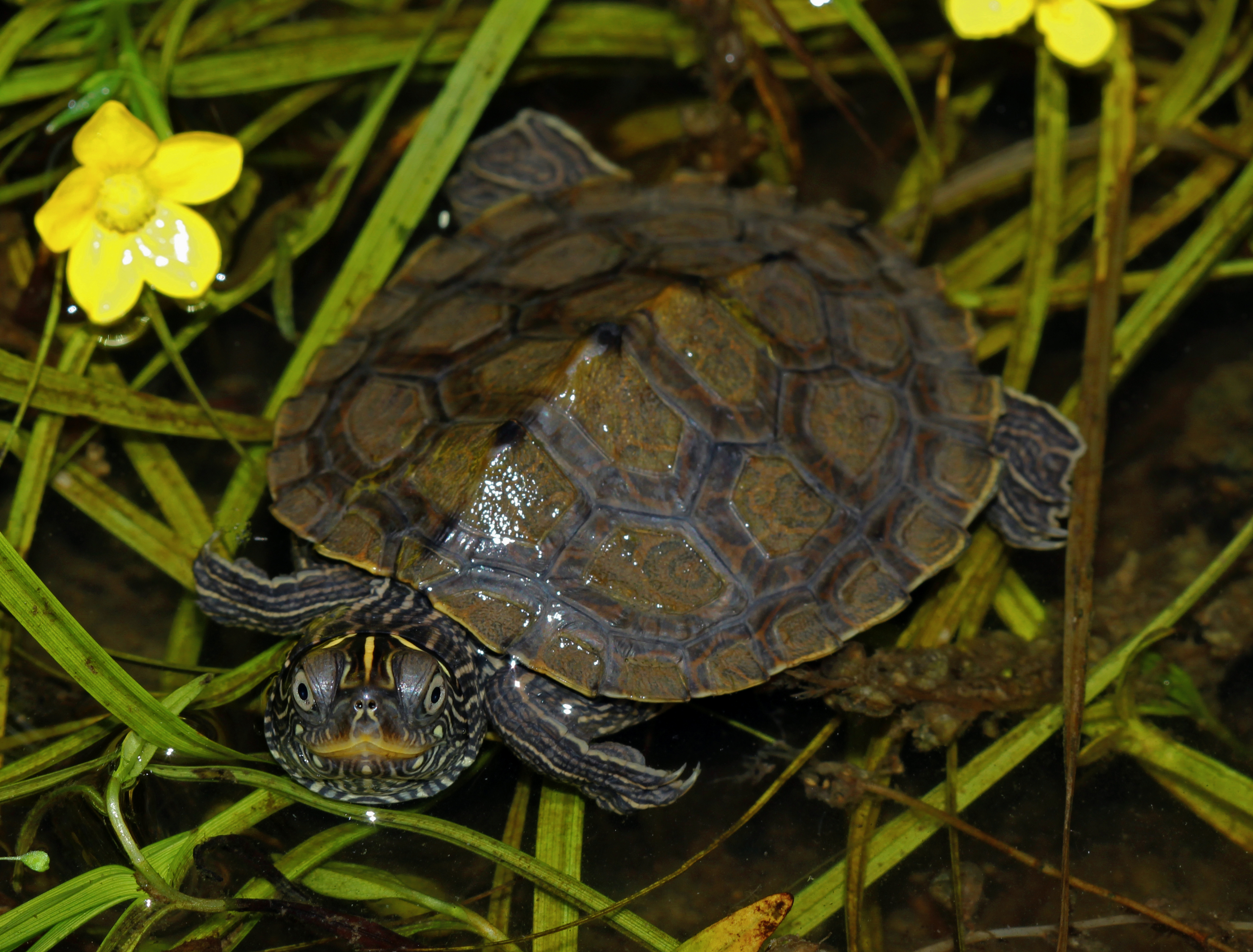
Mississippi-Höckerschildkröte

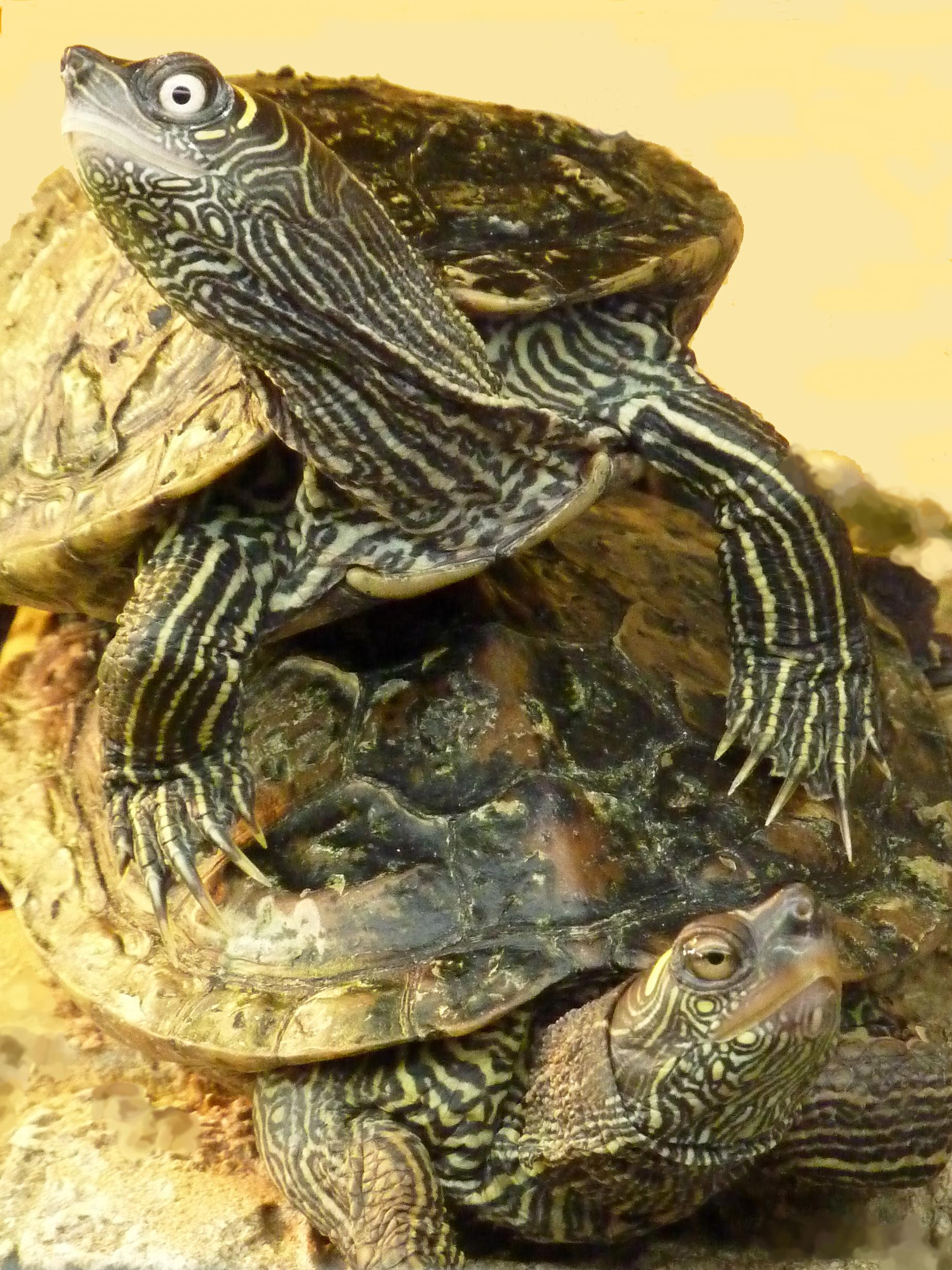
Oben Mississippi-Höckerschildkröte (G. p. kohnii) - unten Missouri-Höckerschildkröte (G. p. pseudogeographica)

Die Falsche Landkarten-Höckerschildkröte oder Falsche Landkartenschildkröte (Graptemys pseudogeographica) ist eine Art der Neuwelt-Sumpfschildkröten. Sie kommt in zwei Unterarten vor, für die sich im deutschsprachigen Raum die Bezeichnungen Missouri-Höckerschildkröte (Graptemys pseudogeographica pseudogeographica (Gray, 1831)) beziehungsweise Mississippi-Höckerschildkröte (Graptemys pseudogeographica kohnii (Baur, 1890)) eingebürgert haben.

## Aussehen und Größe
Die Falsche Landkarten-Höckerschildkröte hat eine Carapaxlänge von bis zum 14,6 Zentimeter bei Männchen beziehungsweise bis zu 27,3 Zentimeter bei Weibchen. Ihr Carapax (Rückenpanzer) variiert in Brauntönen (auch dunkeloliv) und zeigt bei adulten Tieren kaum noch die Netzzeichnung der Jungtiere. Ebenso verschwinden oder verwaschen im Alter die feinen dunklen Linien auf dem hellen Plastron (Bauch). Die Haut zeigt auf grauem Grund ein umfangreiches Muster aus weißlichen bis gelben Streifen und Punkten. Bei der Missouri-Höckerschildkröte ist die Iris von einem dunklen Streifen gezeichnet. Dieser verläuft horizontal über das Auge. Bei der Unterart Graptemys p. kohnii fehlt dieses Kennzeichen. Sie weist aber eine für sie charakteristische sichelförmige gelbe Zeichnung hinter dem Auge auf.

## Verbreitung
Die Unterart Missouri-Höckerschildkröte (G. p. pseudogeographica) findet man in Arkansas entlang des Mississippi River und Missouri River nach Norden bis in den Südwesten Minnesotas und den Süden von North Dakota.
Die Unterart Mississippi-Höckerschildkröte (G. p. kohnii) ist vom Osten des Bundesstaates Texas bis zum Südosten von Kansas, dem westlichen Mississippi, dem Süden von Illinois und dem unteren Missouri-River in Missouri verbreitet.

## Lebensraum
Der Lebensraum der beiden Unterarten umfasst stehende und langsam fließende Gewässer, die einen dichten Pflanzenbewuchs aufweisen. Die Weibchen der Falschen Landkarten-Höckerschildkröte fressen überwiegend pflanzliche Nahrung. Dazu gehören Algen und Wasserpflanzen. Daneben verzehrt sie auch tierische Nahrung wie Schnecken, Muscheln und Fisch. Männliche Tiere ernähren sich fast ausschließlich Carnivor.

## Fortpflanzung
Die Fortpflanzungszeit der Falschen Landkarten-Höckerschildkröte beginnt bereits im Herbst. Die Hauptpaarungszeit liegt jedoch im Frühjahr. Die Eiablagen finden in der Zeit von Mai bis Juli statt. Die Weibchen legen dabei bis zu drei Gelege. Die Gelege umfassen bei der Missouri-Höckerschildkröte zwischen vier und fünfzehn Eier. Die Gelege der Mississippi-Höckerschildkröte sind kleiner und umfassen zwischen zwei und sieben Eier.
Die Eier sind elliptisch geformt und haben eine derbe, elastische Schale. Der Schlupfzeitpunkt der Jungtiere ist wie bei allen Schildkröten temperaturabhängig. Sie schlüpfen nach einem Zeitraum von 72 bis 90 Tagen. Das Geschlecht der Jungtiere ist dabei abhängig von der Inkubationstemperatur. Bei Temperaturen unter 28 Grad schlüpfen Männchen. Bei Temperaturen zwischen 30 und 33 Grad ausschließlich Weibchen. Die Carapaxlänge schlüpfender Jungtiere beträgt 25 bis 33 Millimeter.

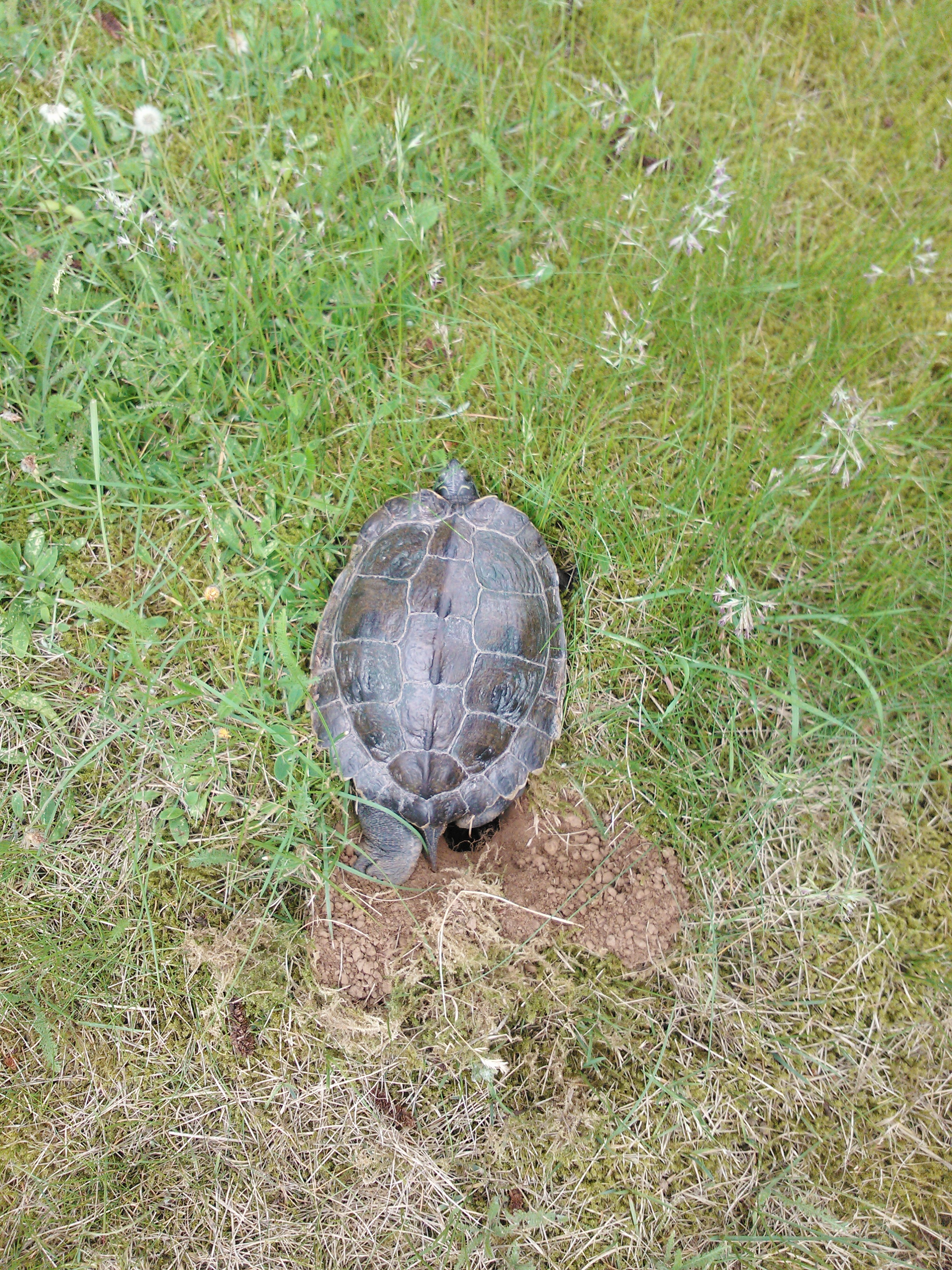
Letzte Vorbereitungen zur Eiablage (Juni 2012 im hessischen Klein-Umstadt)
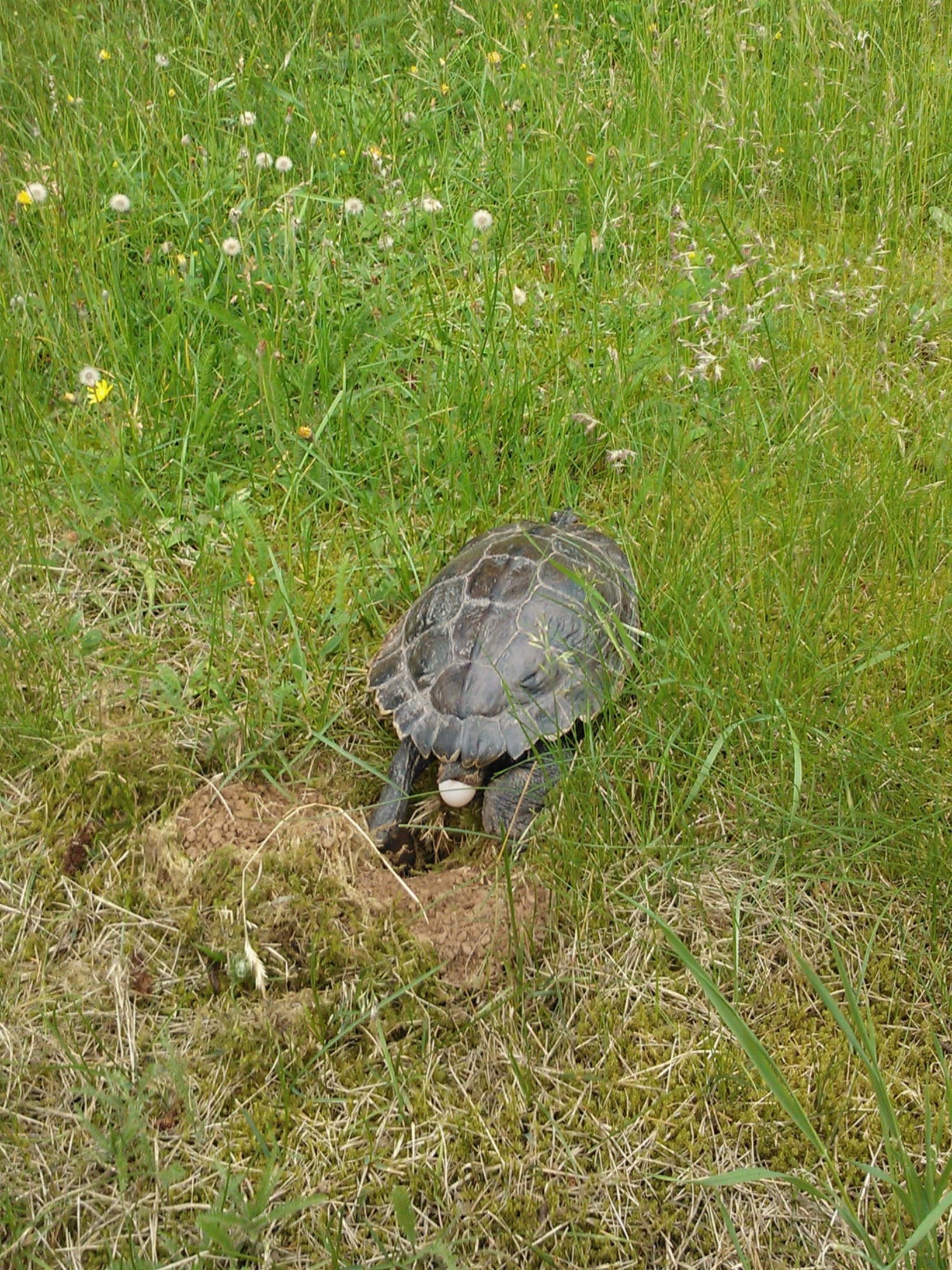
Bei der Eiablage (in diesem Fall Ei Nummer Sechs von acht Eiern des Geleges)